# PZL.23 Karaś
El PZL.23 Karaś (carpín en polaco) era un bombardero ligero y avión de reconocimiento polaco diseñado a mediados de la década de 1930 por la compañía nacionalizada polaca Panstwowe Zaklady Lotnicze (Establecimientos Nacionales de Aviación) (PZL) en Varsovia. Fue el principal bombardero y avión de reconocimiento polaco empleado durante la Invasión alemana de Polonia de 1939.

## Diseño y desarrollo
El avión fue desarrollado en 1931 para reemplazar a los Breguet 19 y Potez 25 de la Fuerza Aérea polaca. El principal diseñador fue Stanisław Prauss, que se basó en el diseño del proyecto del transporte monomotor ligero de seis plazas PZL.13, para la aerolínea LOT y que solamente fue una propuesta temporal. El diseño era totalmente metálico, con alas construidas alrededor de ligeros perfiles cerrados en lugar de largueros (concepto introducido por primera vez en el PZL.19). El primer prototipo P.23/I tuvo su primer vuelo el 1 de abril de 1934, seguido por el segundo prototipo P.23/II.
En el tercer prototipo P.23/III de 1935, el asiento del piloto fue elevado y el motor fue bajado para obtener una mejor visibilidad. Este prototipo fue aceptado para la producción en serie con el nombre de Karaś (carpa en polaco). Los primeros PZL.23A fueron equipados con un motor radial Bristol Pegasus IIM2 de 670 cv (500 kW), producido bajo licencia en Polonia. Ya que este motor demostró ser poco fiable, la versión final PZL.23B fue equipada con un nuevo motor Pegasus VIII de 720 cv (537 kW).
El avión tenía un diseño convencional, con ala baja y totalmente metálico. La tripulación se componía de tres hombres: piloto, bombardero y artillero posterior. El puesto de combate del bombardero estaba situado en una góndola bajo el fuselaje, desde donde también podía disparar una ametralladora. El tren de aterrizaje fijo estaba bien protegido, pero a pesar de su aspecto macizo, no era apto para emplearse en aeródromos improvisados. Las bombas iban montadas bajo las alas. La carga máxima era de 700 kg. El avión iba equipado con uno de los siguientes motores:
- PZL.23A: Bristol Pegasus IIM2. 570 cv (425 kW) - 670 cv (500 kW).
- PZL.23B: Pegasus VIII. 650 cv (485 kW) - 720 cv (537 kW).

Sin importar el tipo de motor, el avión tenía una hélice bipala.
Los motores Bristol habían sido licenciados para emplearse solamente en Polonia, por lo cual el motor Gnome-Rhône 14K fue empleado en una gran variedad de diseños PZL de exportación. En este caso, el PZL.23 propulsado por un 14K y con algunos cambios en el fuselaje se convirtió en el PZL.43. La variante final de exportación fue un PZL.23A con motor Gnome-Rhône 14N-01 de 1020 cv. Se fabricó un total de 52 PZL.43, todos ellos para Bulgaria. El nuevo motor mejoró considerablemente el desempeño del avión, aumentando la velocidad máxima a 365 km/h.
Se produjeron 40 PZL.23A en 1936. Entre finales de 1936 y febrero de 1938, se produjeron 210 PZL.23B con los nuevos motores. También eran conocidos como Karaś A y B, o Karaś I y II. Todos los PZL.23 tenían números militares desde el 44.1 hasta el 44.250. A veces el avión es llamado "PZL P.23", pero a pesar de la abreviación P.23 pintada en la cola, la letra "P" estaba generalmente reservada para los cazas diseñados por el piloto y diseñador de aviones Zygmunt Puławski(como el PZL P.11). En noviembre de 1936, un avión fue expuesto en el Salon international de l'aéronautique, donde atrajo gran atención.
Durante este periodo, PZL desarrolló el PZL.46 Sum, un nuevo bombardero ligero, parcialmente basado en el PZL.23, aunque solamente se construyeron dos prototipos en 1938. También hubo una sola variante experimental del Karaś, el PZL.42, con  
doble deriva y una góndola de bombardero modificada, que se retraía en el fuselaje.

## Historial de combate

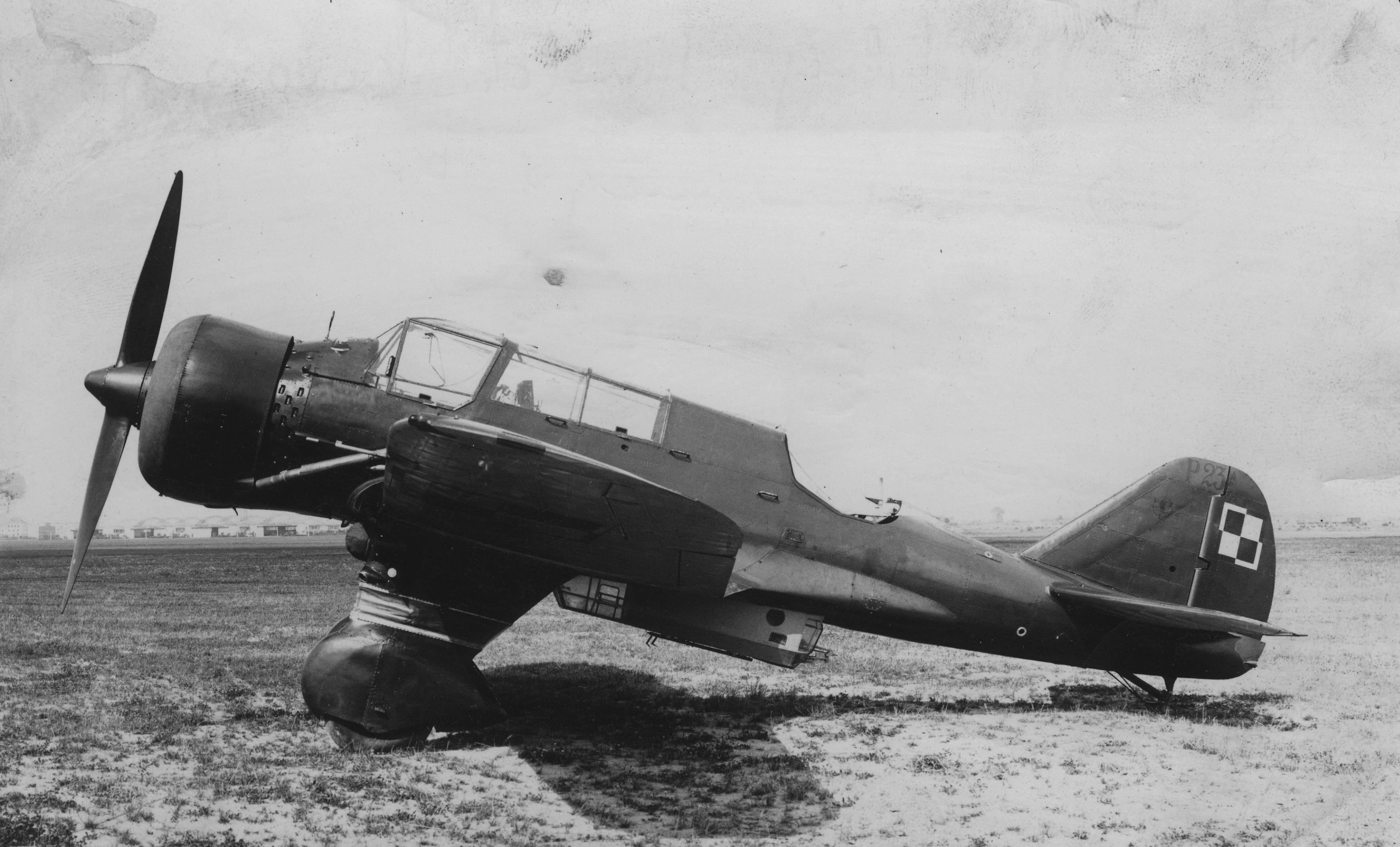
PZL.23A

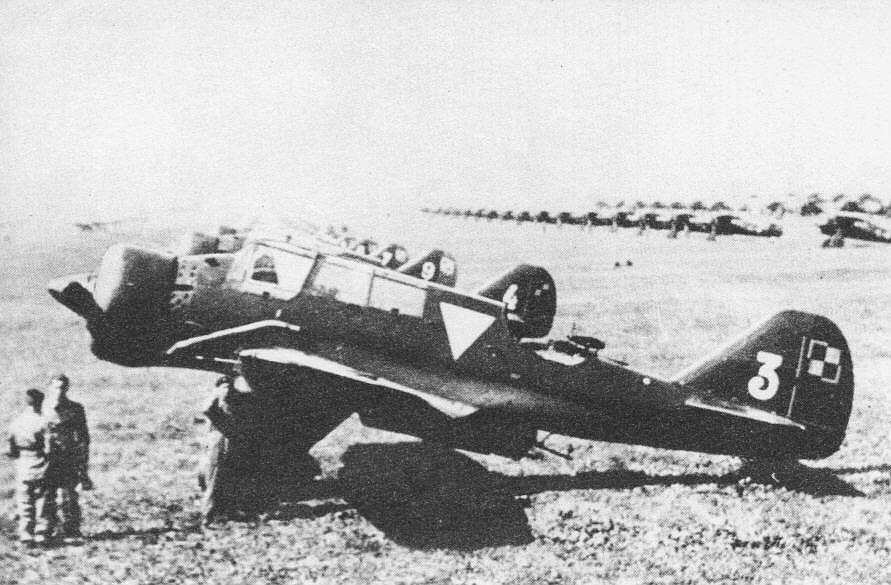
Grupo de PZL.23A Karaś en el Aeropuerto de Varsovia. Nótese las filas de cazas PZL P.11 o PZL P.7 al fondo

Cuarenta PZL.23A fueron suministrados a la Fuerza Aérea polaca a finales de 1936. Debido a los fallos del motor, su techo de vuelo fue limitado y solamente fueron empleados para entrenamiento, siendo equipados con mandos dobles. Un total de 210 PZL.23B fueron suministrados a la Fuerza Aérea a partir de 1937. Estos fueron el principal armamento de los escuadrones polacos de bombardeo y observación de primera línea, reemplazando a los biplanos Breguet 19, Potez 25 y Potez 27. Hacia agosto de 1939 habían ocurrido 23 accidentes, lo cual era un índice de seguridad promedio.
Para 1939, el avión ya era obsoleto. Su principal deficiencia era su baja velocidad, además de ser un problema su falta de maniobrabilidad (la velocidad máxima del PZL.23B era de 365 km/h, pero estaba prohibido sobrepasar los 319 km/h debido a peligrosas características de vuelo). Al inicio de la Segunda Guerra Mundial el 1 de setiembre de 1939, algunos aviones fueron empleados en unidades de combate improvisadas. Un total de 114 PZL.23B fueron desplegados en unidades de combate (otros 75 PZL.23B y 35 PZL.32A se encontraban en escuelas de pilotos, como reserva o en reparación). Los PZL.23B operaban en cinco escuadrones de bombardeo (Eskadra Bombowa) de la Brigada de Bombardeo y siete escuadrones de reconocimiento del Ejército, cada uno con 10 aviones (otros escuadrones de la Brigada de Bombardeo estaban equipados con el PZL.37 Łoś). Adicionalmente, dos PZL.43 del encargo búlgaro fueron puestos en servicio con el 4º Escuadrón.
El 2 de setiembre de 1939, un PZL.23B del 21.er Escuadrón bombardeó una fábrica en Ohlau y fue el primer bombardeo sobre territorio alemán. Los escuadrones de PZL.23 atacaron columnas de tanques alemanes, especialmente el 3 de setiembre de 1939, mientras que la principal misión de los escuadrones del Ejército era el reconocimiento. Los cinco escuadrones de la Brigada de Bombardeo lanzaron unas 52-60 toneladas de bombas durante la campaña, sumándosele una docena de toneladas de bombas lanzadas por los escuadrones del Ejército.
Debido a su baja velocidad, falta de blindaje y especialmente de escoltas, los PZL.23 tuvieron un gran número de bajas. Varios fueron derribados por los cazas alemanes, pero también lograron derribar algunos. A pesar de su falta de blindaje, sus tripulantes frecuentemente atacaban convoyes alemanes a baja altitud, haciéndolos vulnerables al fuego antiaéreo. Unos 20 aviones se estrellaron en aeródromos improvisados. Unos 120 PZL.23 (86%) fueron destruidos en 1939, pero solamente 67 debido a combate. Solamente un pequeño número de estos fueron destruidos en tierra, durante el único ataque exitoso de la Luftwaffe contra unidades polacas el 14 de setiembre, en Hutniki, contra los PZL.23B de la Brigada de Bombardeo.
Al menos 21 PZL.23 se retiraron a Rumania en 1939, de los cuales 19 fueron empleados por la Real Fuerza Aérea Rumana contra la Unión Soviética. Cincuenta PZL.43 y PZL.43A (dos fueron suministrados por los alemanes) fueron empleados para entrenamiento en Bulgaria hasta 1946, siendo conocidos como "Chaika". No quedó ningún PZL.23 en Polonia después de la guerra.

## Usuarios
Bulgaria
- Fuerza Aérea Búlgara

 Polonia
- Fuerza Aérea Polaca

 Rumania
- Real Fuerza Aérea Rumana

## Especificaciones técnicas (PZL.23A)

### Características generales
- Tripulación: Tres
- Longitud: 9,68 m
- Envergadura: 13,95 m
- Altura: 3,3 m
- Superficie alar: 26,8 m²
- Peso vacío: 1928 kg
- Peso cargado: 2813 kg
- Peso máximo al despegue: 3428 kg
- Planta motriz: 1× PZL Bristol Pegasus IIM2, motor radial de 9 cilindros.
  - Potencia: 500 kW (670 hp)

### Rendimiento
- Velocidad nunca excedida (Vne): 304 km/h
- Velocidad crucero (Vc): 240 km/h
- Velocidad de entrada en pérdida (Vs): 110 km/h
- Radio de acción: 1260 km
- Techo de vuelo: 7300 m (23 950 pies)
- Régimen de ascenso: 6,5 m/s (1280 pies/min)

### Armamento
- Ametralladoras: 

  - 1x PWU wz.33 de 7,92 mm fija en el morro
  - 1x Vickers F de 7,92 mm en la parte posterior de la cabina
  - 1x Vickers F de 7,92 mm en la góndola ventral
- Bombas: 

  - Hasta 700 kg

## Especificaciones técnicas (PZL.23B)

### Características generales
- Tripulación: 3
- Longitud: 9,68 m
- Envergadura: 13,95 m
- Altura: 3,3 m
- Superficie alar: 26,8 m²
- Peso vacío: 1980 kg
- Peso cargado: 2893 kg
- Peso máximo al despegue: 3526 kg
- Planta motriz: 1× PZL Bristol Pegasus VIII, motor radial de 9 cilindros.
  - Potencia: 537 kW (720 hp)

### Rendimiento
- Velocidad nunca excedida (Vne): 319 km/h
- Velocidad crucero (Vc): 270 km/h
- Velocidad de entrada en pérdida (Vs): 110 km/h
- Radio de acción: 1260 km
- Techo de vuelo: 7300 m (23 950 pies)
- Régimen de ascenso: 6,7 m/s (1319 pies/min)

### Armamento
- Ametralladoras: 

  - 1x PWU wz.33 de 7,92 mm fija en el morro
  - 1x Vickers F de 7,92 mm en la parte posterior de la cabina
  - 1x Vickers F de 7,92 mm en la góndola ventral
- Bombas: 

  - Hasta 700 kg

### Desarrollos relacionados
- PZL.43
- PZL.46 Sum

### Aeronaves similares
- Neman R-10
- Heinkel He 70
- Fairey Battle
- A-35 Vengeance
- Mitsubishi Ki-30
- Sukhoi Su-2
- DAR-10

### Listas relacionadas
- Anexo:Aeronaves militares utilizadas en la Segunda Guerra Mundial